# Premios del Año de la UEFA
Los Premios del Año de la UEFA fueron unos galardones otorgados anualmente entre 1998 y 2010, por la "Unión de Asociaciones de Fútbol Europeas" (UEFA). A lo largo de sus trece ediciones, premiaron a los mejores futbolistas de cada temporada, de entre los clubes participantes en competición europea, principalmente de la Liga de Campeones. 
Se concedían premios al "mejor jugador" y cuatro categorías más por demarcación: "mejor portero", "mejor defensa", "mejor centrocampista" y "mejor delantero". Hasta la temporada 2005/06, existía otra categoría al "mejor entrenador".
Los premios eran presentados en agosto de cada año en Mónaco, en una gala especial previa a la Supercopa de Europa, que a partir del año 2005, coincidía con el sorteo de la fase de grupos de la Liga de Campeones de la UEFA. A partir de 2011, fueron sustituidos por el «Premio UEFA al Mejor Jugador en Europa».

## Palmarés

### Jugador del Año de la UEFA
| Temporada | Selección | Jugador           | Equipo            | Posición       |
| --------- | --------- | ----------------- | ----------------- | -------------- |
| 1997-98   | BRA       | Ronaldo           | Inter de Milán    | Delantero      |
| 1998-99   | ENG       | David Beckham     | Manchester United | Centrocampista |
| 1999-00   | ARG       | Fernando Redondo  | Real Madrid       | Centrocampista |
| 2000-01   | GER       | Stefan Effenberg  | Bayern de Múnich  | Centrocampista |
| 2001-02   | FRA       | Zinedine Zidane   | Real Madrid       | Centrocampista |
| 2002-03   | ITA       | Gianluigi Buffon  | Juventus F. C.    | Portero        |
| 2003-04   | POR       | Deco              | F. C. Oporto      | Centrocampista |
| 2004-05   | ENG       | Steven Gerrard    | Liverpool F. C.   | Centrocampista |
| 2005-06   | BRA       | Ronaldinho        | F. C. Barcelona   | Centrocampista |
| 2006-07   | BRA       | Kaká              | A. C. Milan       | Centrocampista |
| 2007-08   | POR       | Cristiano Ronaldo | Manchester United | Delantero      |
| 2008-09   | ARG       | Lionel Messi      | F. C. Barcelona   | Delantero      |
| 2009-10   | ARG       | Diego Milito      | Inter de Milán    | Delantero      |

- Desde la temporada 2010/11, la UEFA sustituyó este galardón por el de Mejor Jugador en Europa de la UEFA.

## Palmarés por demarcación
En la edición 2016-17 del Premio UEFA al Mejor Jugador en Europa fueron restituidos los premios por premios por demarcación.
| Temporada | Selección | Jugador           | Equipo            |
| --------- | --------- | ----------------- | ----------------- |
| 1997-98   | DEN       | Peter Schmeichel  | Manchester United |
| 1998-99   | GER       | Oliver Kahn       | Bayern de Múnich  |
| 1999-00   | GER       | Oliver Kahn       | Bayern de Múnich  |
| 2000-01   | GER       | Oliver Kahn       | Bayern de Múnich  |
| 2001-02   | GER       | Oliver Kahn       | Bayern de Múnich  |
| 2002-03   | ITA       | Gianluigi Buffon  | Juventus F. C.    |
| 2003-04   | POR       | Vítor Baía        | F. C. Oporto      |
| 2004-05   | CZE       | Petr Čech         | Chelsea F. C.     |
| 2005-06   | GER       | Jens Lehmann      | Arsenal F. C.     |
| 2006-07   | CZE       | Petr Čech         | Chelsea F. C.     |
| 2007-08   | CZE       | Petr Čech         | Chelsea F. C.     |
| 2008-09   | NED       | Edwin van der Sar | Manchester United |
| 2009-10   | BRA       | Júlio César       | Inter de Milán    |

| Temporada | Selección | Jugador          | Equipo            |
| --------- | --------- | ---------------- | ----------------- |
| 1997-98   | ESP       | Fernando Hierro  | Real Madrid       |
| 1998-99   | HOL       | Jaap Stam        | Manchester United |
| 1999-00   | HOL       | Jaap Stam        | Manchester United |
| 2000-01   | ARG       | Roberto Ayala    | Valencia C. F.    |
| 2001-02   | BRA       | Roberto Carlos   | Real Madrid       |
| 2002-03   | BRA       | Roberto Carlos   | Real Madrid       |
| 2003-04   | POR       | Ricardo Carvalho | F. C. Oporto      |
| 2004-05   | ING       | John Terry       | Chelsea F. C.     |
| 2005-06   | ESP       | Carles Puyol     | F. C. Barcelona   |
| 2006-07   | ITA       | Paolo Maldini    | A. C. Milan       |
| 2007-08   | ING       | John Terry       | Chelsea F. C.     |
| 2008-09   | ING       | John Terry       | Chelsea F. C.     |
| 2009-10   | BRA       | Maicon           | Inter de Milán    |

| Temporada | Selección | Jugador          | Equipo            |
| --------- | --------- | ---------------- | ----------------- |
| 1997-98   | FRA       | Zinedine Zidane  | Juventus F. C.    |
| 1998-99   | ING       | David Beckham    | Manchester United |
| 1999-00   | ESP       | Gaizka Mendieta  | Valencia C. F.    |
| 2000-01   | ESP       | Gaizka Mendieta  | Valencia C. F.    |
| 2001-02   | ALE       | Michael Ballack  | Bayer Leverkusen  |
| 2002-03   | CHE       | Pavel Nedvěd     | Juventus F. C.    |
| 2003-04   | POR       | Deco             | F. C. Oporto      |
| 2004-05   | BRA       | Kaká             | A. C. Milan       |
| 2005-06   | POR       | Deco             | F. C. Barcelona   |
| 2006-07   | HOL       | Clarence Seedorf | A. C. Milan       |
| 2007-08   | ING       | Frank Lampard    | Chelsea F. C.     |
| 2008-09   | ESP       | Xavi Hernández   | F. C. Barcelona   |
| 2009-10   | HOL       | Wesley Sneijder  | Inter de Milán    |

| Temporada | Selección | Jugador             | Equipo            |
| --------- | --------- | ------------------- | ----------------- |
| 1997-98   | BRA       | Ronaldo             | Inter de Milán    |
| 1998-99   | UCR       | Andriy Shevchenko   | Dinamo de Kiev    |
| 1999-00   | ESP       | Raúl González       | Real Madrid       |
| 2000-01   | ESP       | Raúl González       | Real Madrid       |
| 2001-02   | ESP       | Raúl González       | Real Madrid       |
| 2002-03   | HOL       | Ruud van Nistelrooy | Manchester United |
| 2003-04   | ESP       | Fernando Morientes  | A. S. Monaco      |
| 2004-05   | BRA       | Ronaldinho          | F. C. Barcelona   |
| 2005-06   | CMR       | Samuel Eto'o        | F. C. Barcelona   |
| 2006-07   | BRA       | Kaká                | A. C. Milan       |
| 2007-08   | POR       | Cristiano Ronaldo   | Manchester United |
| 2008-09   | ARG       | Lionel Messi        | F. C. Barcelona   |
| 2009-10   | ARG       | Diego Milito        | Inter de Milán    |

### Entrenador del Año de la UEFA
| Temporada | País    | Entrenador                    | Equipo                         |
| --------- | ------- | ----------------------------- | ------------------------------ |
| 1997-98   | ITA     | Marcello Lippi                | Juventus F. C.                 |
| 1998-99   | SCO     | Alex Ferguson                 | Manchester United              |
| 1999-00   | ARG     | Héctor Cúper                  | Valencia C. F.                 |
| 2000-01   | GER     | Ottmar Hitzfeld               | Bayern de Múnich               |
| 2001-02   | ESP     | Vicente del Bosque            | Real Madrid                    |
| 2002–03   | ITA POR | Carlo Ancelotti José Mourinho | A. C. Milan F. C. Oporto       |
| 2003-04   | POR ESP | José Mourinho Rafael Benítez  | F. C. Oporto Valencia C. F.    |
| 2004-05   | ESP RUS | Rafael Benítez Valery Gazzaev | Liverpool F. C. PFC CSKA Moscú |
| 2005-06   | NED ESP | Frank Rijkaard Juande Ramos   | F. C. Barcelona Sevilla F. C.  |